# Штайр (річка)
Штайр — річка у Верхній Австрії в басейні Дунаю. Витік знаходиться у горах неподалік від комуни Гінтерстодер в окрузі Кірхдорф-на-Кремсі. Впадає до річки Енс неподалік від міста Штайр. Довжина річки становить близько 68 км.

## Притоки
- Крюмме Штайр
- Тайхль
- Крюмме Штайрлінг